# Pietro Vittorelli
Pietro Vittorelli OSB (ur. 30 czerwca 1962 w Rzymie, zm. 13 października 2023 tamże) – włoski duchowny rzymskokatolicki, benedyktyn, w latach 2007-2013 opat terytorialny Montecassino.

## Życiorys
Święcenia kapłańskie przyjął 26 czerwca 1994 w zakonie benedyktynów. Po święceniach studiował teologię na rzymskim Anselmianum. Po ukończeniu studiów został mistrzem nowicjatu w klasztorze w Monte Cassino.
25 października 2007 został wybrany na opata terytorialnego Montecassino, wybór został zatwierdzony 28 grudnia. 12 czerwca 2013 zrezygnował z urzędu.
W 2015 został oskarżony o przywłaszczenie sobie pieniędzy należących do klasztoru, jednak w 2023 został z tego zarzutu uniewinniony.
Zmarł w Rzymie 13 października 2023.